# Chelovek No. 217
Chelovek No. 217 (em russo:  Человек № 217; usa: Girl No. 217; bra: Moça Nº 217) é um filme de drama soviético lançado em 1945 e dirigido por Mikhail Romm. Sua estreia ocorreu no Festival de Cannes de 1946.

## Sinopse
De cunho antinazista, o filme retrata uma garota russa escravizada por uma família alemã desumana.  Ela teve seu próprio nome roubado e foi forçada a responder ao "Nº 217".  Enredos secundários descrevem abusos contra outros prisioneiros de guerra, o que representou o uso de ostarbeiters pelos nazistas como mão de obra escrava, incluindo os empregados de suas famílias.

## Elenco principal
- Yelena Kuzmina - Tanya Krylova - Nº 217
- Anastasiya Lissianskaya - Klava Vasileva
- Vasili Zajchikov - Sergey Ivanovich, cientista
- Nikolai Komissarov - Pai de Tanya
- Grigory Mikhaylov - Prisioneiro Nº 225
- Vladimir Vladislavskiy - Iogann Krauss
- Tatyana Barysheva - Frau Krauss
- Lidiya Sukharevskaya - Lotta
- Pavel Sukhanov - Rudolph Peschke
- Heinrich Greif - Silent Kurt
- Vladimir Balashov - Maks
- Gregori Greif - Kurt Kahger
- Peter Suthanov - Rudolph Peschke